# Closterium libellula
Closterium libellula  là một loài Song tinh tảo trong họ Desmidiaceae, thuộc chi Closterium.